# Příbor
Příbor (tedesco Freiberg) è una città della Repubblica Ceca, nel distretto di Nový Jičín, nella regione di Moravia-Slesia, con una popolazione di 8 643 abitanti.
La città è nota per avere dato i natali a Sigmund Freud, fondatore della psicoanalisi, che vi nacque quando la Moravia (assieme alla Boemia) era un possedimento asburgico.
Freud nacque il 6 maggio 1856 nello Schlossergasse. La sua famiglia partì nel 1859 dopo avere perso molto denaro nella crisi economica del 1857.